# 武漢三鎮足球倶楽部
武漢三鎮足球倶楽部は（武汉三镇足球俱乐部、 Wuhan Three Towns Football Club）は、中国湖北省武漢市をホームタウンとする、中国プロサッカーリーグ（中国リーグ）に加盟するプロサッカークラブ。
2020年の3部リーグ優勝から、2021年、2部昇格・優勝、2022年、1部昇格・優勝と大きく飛躍した。

## 歴史
2013年に武漢サッカー協会と武漢奔放集団の民間投資により武漢尚文として設立され、主にユース選手の育成に力を入れている。
2018年から武漢スーパーリーグに参加し、湖北青年星足球倶楽部に次ぐ2位となった。また、2018年中国チャンピオンズリーグにも参加し、決勝ラウンド16まで進んだが、南京沙叶足球倶楽部に敗れ敗退した。
その後、2019年1月に武漢三鎮足球倶楽部と名称を変更した直後に、撤退したチームの穴を埋めるために2019年に乙級リーグへの加盟が認められた。
アルベルト・ガルシア・シコタは、2019年の中国リーグ2シーズンのヘッドコーチに任命され、シーズン終了時に11位で終了することになる。
2021年7月、テクニカルディレクターとして働いていたペドロ・モリージャが暫定監督に任命された。同年12月、14試合連続で勝利したことで監督に昇進した。この業績により、武漢は2021年甲級リーグで優勝し、超級リーグに昇格することになった。
2022年、超級リーグで初昇格・即初優勝を決めた。最終的に2位山東泰山と同勝ち点でならんだが、得失点差で上回った。
2023年6月、成績不振でペドロ・モリージャ監督が辞任。高畠勉監督就任を発表。
2023年8月、武漢尚文グループがクラブ経営からの撤退を表明。
2024年、高畠勉監督が退任し、後任にリカルド・ロドリゲス監督が就任した。

## クラブ名の変遷
- 2013年 - 2018年　武漢尚文足球倶楽部 (Wuhan Shangwen F.C.)
- 2019年 - 武漢三鎮足球倶楽部 (Wuhan Three Towns F.C.)

## 現所属メンバー
注：選手の国籍表記はFIFAの定めた代表資格ルールに基づく。
| No. | Pos. |                      | 選手名         |
| --- | ---- | -------------------- | -------------- |
| 1   | GK   | 中華人民共和国       | 吴飛           |
| 2   | DF   | 中華人民共和国       | 熊飛           |
| 3   | DF   | ブラジル             | ワラシ ★       |
| 4   | DF   | チャイニーズタイペイ | 殷亜吉 ★       |
| 6   | FW   | 中華人民共和国       | 段云子         |
| 7   | FW   | ブラジル             | アデミウソン ★ |
| 8   | MF   | 中華人民共和国       | 鄧卓翔         |
| 10  | MF   | 中華人民共和国       | 桑一非         |
| 11  | MF   | ブラジル             | ダヴィドソン ★ |
| 12  | MF   | 中華人民共和国       | 張暁彬         |
| 13  | FW   | ブラジル             | マルコン ★     |
| 16  | MF   | 中華人民共和国       | 楊濶           |
| 17  | FW   | 中華人民共和国       | 渠成           |
| 18  | DF   | 中華人民共和国       | 劉奕鳴         |
| 19  | DF   | 中華人民共和国       | 張文涛         |
| 20  | DF   | 中華人民共和国       | 高准翼         |
| 21  | DF   | 中華人民共和国       | 何超           |

| No. | Pos. |                | 選手名                 |
| --- | ---- | -------------- | ---------------------- |
| 22  | GK   | 中華人民共和国 | 劉殿座                 |
| 23  | DF   | 中華人民共和国 | 任航                   |
| 25  | DF   | 中華人民共和国 | 鄧涵文                 |
| 29  | MF   | 中華人民共和国 | 陶強龍                 |
| 30  | MF   | 中華人民共和国 | 謝鵬飛                 |
| 31  | MF   | 中華人民共和国 | 羅森文                 |
| 32  | DF   | 中華人民共和国 | 呂海東                 |
| 33  | MF   | 中華人民共和国 | 何東旭                 |
| 35  | GK   | 中華人民共和国 | 玉苏扑艾力·瓦哈甫      |
| 36  | DF   | 中華人民共和国 | 肖开提江·塔依尔        |
| 37  | MF   | 中華人民共和国 | 徐皓阳                 |
| 39  | DF   | 中華人民共和国 | 林克駿                 |
| 40  | MF   | 中華人民共和国 | 張輝                   |
| 41  | MF   | 中華人民共和国 | 張輝                   |
| 42  | DF   | 中華人民共和国 | 任西青                 |
| 43  | MF   | ルーマニア     | ニコラエ・スタンチュ ★ |
| 45  | GK   | 中華人民共和国 | 郭嘉宇                 |

※星印は外国人選手を示す。
監督
- 高畠勉

## タイトル

### 国内タイトル
- 中国超級リーグ：1回
  - 2022
- 中国甲級リーグ：1回
  - 2021
- 中国乙級リーグ：1回
  - 2020

## 歴代監督
- 曾慶高 (2018)
- アルベルト・ガルシア・シコタ (2019-2021)
- ペドロ・モリージャ (2021-2023)